# Saint-Victor-de-Malcap
Saint-Victor-de-Malcap – miejscowość i gmina we Francji, w regionie Oksytania, w departamencie Gard.
Według danych na rok 1990 gminę zamieszkiwało 506 osób, a gęstość zaludnienia wynosiła 47 osób/km² (wśród 1545 gmin Langwedocji-Roussillon Saint-Victor-de-Malcap plasuje się na 516. miejscu pod względem liczby ludności, natomiast pod względem powierzchni na miejscu 711.).